# État libre de Cobourg
1918–1920
Entités précédentes :
- Duché de Saxe-Cobourg et Gotha

Entités suivantes :
- État libre de Bavière

L'État libre de Cobourg (en allemand : Freistaat Coburg) est un ancien État d'Allemagne dont la capitale était Cobourg et dont le territoire est aujourd'hui situé en Bavière.

## Territoire
Quatre ville : Coburg, Königsberg in Franken, Neustadt in Coburg et Rodach.
Un bailliage comprenant cent trente-neuf communes :
| Ancienne commune              | Actuelle commune     | Arrondissement          |
| ----------------------------- | -------------------- | ----------------------- |
| Ahlstadt                      | Meeder               | Cobourg                 |
| Ahorn                         | Ahorn                | Cobourg                 |
| Aicha                         | Neustadt b.Coburg    | Cobourg                 |
| Altenhof                      | Weitramsdorf         | Cobourg                 |
| Altershausen                  | Königsberg in Bayern | Haßberge                |
| Beiersdorf bei Coburg         | Coburg               | Kreisfreie Stadt Coburg |
| Bertelsdorf                   | Coburg               | Kreisfreie Stadt Coburg |
| Beuerfeld                     | Meeder               | Cobourg                 |
| Bieberbach                    | Sonnefeld            | Cobourg                 |
| Birkach a.Forst               | Untersiemau          | Cobourg                 |
| Birkig                        | Neustadt b.Coburg    | Cobourg                 |
| Blumenrod                     | Rödental             | Cobourg                 |
| Boderndorf                    | Neustadt b.Coburg    | Cobourg                 |
| Breitenau                     | Bad Rodach           | Cobourg                 |
| Brüx                          | Neustadt b.Coburg    | Cobourg                 |
| Buchenrod                     | Großheirath          | Cobourg                 |
| Cortendorf                    | Coburg               | Kreisfreie Stadt Coburg |
| Creidlitz                     | Coburg               | Kreisfreie Stadt Coburg |
| Dörfles b.Coburg              | Dörfles-Esbach       | Cobourg                 |
| Dörflis                       |                      |                         |
| Drossenhausen                 | Meeder               | Cobourg                 |
| Ebersdorf b.Coburg            | Ebersdorf b.Coburg   | Cobourg                 |
| Ebersdorf b.Neustadt b.Coburg | Neustadt b.Coburg    | Cobourg                 |
| Einberg                       | Rödental             | Cobourg                 |
| Elsa                          | Bad Rodach           | Cobourg                 |
| Esbach                        | Dörfles-Esbach       | Cobourg                 |
| Fechheim                      | Neustadt b.Coburg    | Cobourg                 |
| Fischbach                     | Rödental             | Cobourg                 |
| Fornbach                      | Rödental             | Cobourg                 |
| Friesendorf                   | Ebersdorf b.Coburg   | Cobourg                 |
| Frohnlach                     | Ebersdorf b.Coburg   | Cobourg                 |
| Fürth a.Berg                  | Neustadt b.Coburg    | Cobourg                 |
| Gauerstadt                    | Bad Rodach           | Cobourg                 |
| Gestungshausen                | Sonnefeld            | Cobourg                 |
| Gossenberg                    | Großheirath          | Cobourg                 |
| Grattstadt                    | Bad Rodach           | Cobourg                 |
| Großgarnstadt                 | Ebersdorf b.Coburg   | Cobourg                 |
| Großheirath                   | Großheirath          | Cobourg                 |
| Großwalbur                    | Meeder               | Cobourg                 |
| Grub a.Forst                  | Grub a.Forst         | Cobourg                 |
| Haarbrücken                   | Neustadt b.Coburg    | Cobourg                 |
| Haarth                        | Untersiemau          | Cobourg                 |
| Hassenberg                    | Sonnefeld            | Cobourg                 |
| Heldritt                      | Bad Rodach           | Cobourg                 |
| Hellingen                     |                      | Hildburghausen          |
| Herbartsdorf                  | Meeder               | Cobourg                 |
| Hof a.d.Steinach              | Mitwitz              | Kronach                 |
| Höhn                          | Neustadt b.Coburg    | Cobourg                 |
| Horb a.d.Steinach             | Mitwitz              | Kronach                 |
| Horb b.Fürth a.Berg           | Neustadt b.Coburg    | Cobourg                 |
| Kemmaten                      | Neustadt b.Coburg    | Cobourg                 |
| Ketschenbach                  | Neustadt b.Coburg    | Cobourg                 |
| Ketschendorf                  | Coburg               | Kreisfreie Stadt Coburg |
| Kipfendorf                    | Rödental             | Cobourg                 |
| Kleingarnstadt                | Ebersdorf b.Coburg   | Cobourg                 |
| Kleinwalbur                   | Meeder               | Cobourg                 |
| Kösfeld                       | Meeder               | Cobourg                 |
| Köslau                        |                      |                         |
| Lempertshausen                | Bad Rodach           | Cobourg                 |
| Leutendorf b.Coburg           | Mitwitz              | Kronach                 |
| Lützelbuch                    | Coburg               | Kreisfreie Stadt Coburg |
| Mährenhausen                  | Bad Rodach           | Cobourg                 |
| Meeder                        | Meeder               | Cobourg                 |
| Meilschnitz                   | Neustadt b.Coburg    | Cobourg                 |
| Meschenbach                   | Untersiemau          | Cobourg                 |
| Mirsdorf                      | Meeder               | Cobourg                 |
| Mittelberg                    | Rödental             | Cobourg                 |
| Mittelwasungen                | Neustadt b.Coburg    | Cobourg                 |
| Mödlitz                       | Schneckenlohe        | Kronach                 |
| Moggenbrunn                   | Meeder               | Cobourg                 |
| Mönchröden                    | Rödental             | Cobourg                 |
| Neida                         | Meeder               | Cobourg                 |
| Neu- und Neershof             | Coburg               | Kreisfreie Stadt Coburg |
| Neukirchen                    | Lautertal            | Cobourg                 |
| Neuses a.Brand                | Sonnefeld            | Cobourg                 |
| Neuses a.d.Eichen             | Großheirath          | Cobourg                 |
| Neuses b.Coburg               | Coburg               | Kreisfreie Stadt Coburg |
| Niederfüllbach                | Niederfüllbach       | Cobourg                 |
| Oberfüllbach                  | Ebersdorf b.Coburg   | Cobourg                 |
| Oberlauter                    | Lautertal            | Cobourg                 |
| Obersiemau                    | Untersiemau          | Cobourg                 |
| Oberwasungen                  | Sonnefeld            | Cobourg                 |
| Oberwohlsbach                 | Rödental             | Cobourg                 |
| Oeslau                        | Rödental             | Cobourg                 |
| Oettingshausen                | Bad Rodach           | Cobourg                 |
| Ottowind                      | Meeder               | Cobourg                 |
| Plesten                       | Neustadt b.Coburg    | Cobourg                 |
| Rodach b.Coburg (Stadt)       | Bad Rodach           | Cobourg                 |
| Rögen                         | Coburg               | Kreisfreie Stadt Coburg |
| Rohrbach                      | Grub a.Forst         | Cobourg                 |
| Rossach                       | Großheirath          | Cobourg                 |
| Roßfeld                       | Bad Rodach           | Cobourg                 |
| Roth a.Forst                  | Grub a.Forst         | Cobourg                 |
| Rothenhof                     | Rödental             | Cobourg                 |
| Rottenbach                    | Lautertal            | Cobourg                 |
| Rudelsdorf                    | Bad Rodach           | Cobourg                 |
| Rüttmannsdorf                 | Neustadt b.Coburg    | Cobourg                 |
| Schafhof                      | Ahorn                | Cobourg                 |
| Scherneck                     | Untersiemau          | Cobourg                 |
| Scheuerfeld                   | Coburg               | Kreisfreie Stadt Coburg |
| Schönstädt                    | Rödental             | Cobourg                 |
| Schorkendorf                  | Ahorn                | Cobourg                 |
| Seidmannsdorf                 | Coburg               | Kreisfreie Stadt Coburg |
| Sonnefeld                     | Sonnefeld            | Cobourg                 |
| Spittelstein                  | Rödental             | Cobourg                 |
| Steinach a.d.Steinach         | Mitwitz              | Kronach                 |
| Stöppach                      | Untersiemau          | Cobourg                 |
| Sulzdorf                      | Meeder               | Cobourg                 |
| Sülzfeld                      | Bad Rodach           | Cobourg                 |
| Thann                         | Neustadt b.Coburg    | Cobourg                 |
| Tiefenlauter                  | Lautertal            | Cobourg                 |
| Tremersdorf                   | Lautertal            | Cobourg                 |
| Trübenbach                    | Weidhausen b.Coburg  | Cobourg                 |
| Unterlauter                   | Lautertal            | Cobourg                 |
| Untersiemau                   | Untersiemau          | Cobourg                 |
| Unterwasungen                 | Neustadt b.Coburg    | Cobourg                 |
| Unterwohlsbach                | Rödental             | Cobourg                 |
| Waldsachsen                   | Rödental             | Cobourg                 |
| Waltersdorf                   | Rödental             | Cobourg                 |
| Watzendorf                    | Großheirath          | Cobourg                 |
| Weickenbach                   | Sonnefeld            | Cobourg                 |
| Weidach                       | Weitramsdorf         | Cobourg                 |
| Weidhausen b.Coburg           | Weidhausen b.Coburg  | Cobourg                 |
| Weimersdorf                   | Neustadt b.Coburg    | Cobourg                 |
| Weischau                      | Sonnefeld            | Cobourg                 |
| Weißenbrunn a.Forst           | Untersiemau          | Cobourg                 |
| Weißenbrunn vorm Wald         | Rödental             | Cobourg                 |
| Weitramsdorf                  | Weitramsdorf         | Cobourg                 |
| Wellmersdorf                  | Neustadt b.Coburg    | Cobourg                 |
| Wiesenfeld b.Coburg           | Meeder               | Cobourg                 |
| Wildenheid                    | Neustadt b.Coburg    | Cobourg                 |
| Wohlbach                      | Ahorn                | Cobourg                 |
| Wörlsdorf                     | Sonnefeld            | Cobourg                 |
| Wüstenahorn                   | Coburg               | Kreisfreie Stadt Coburg |
| Zedersdorf                    | Sonnefeld            | Cobourg                 |
| Zeickhorn                     | Grub a.Forst         | Cobourg                 |
| Ziegelsdorf                   | Untersiemau          | Cobourg                 |

## Politique

### Gouvernement
- Reinhold Artmann (SPD)
- Franz Klingler (SPD)
- Hermann Quarck (nationalliberal), jusqu'au 8 juillet 1919
- Hans Schack (DDP), à compter du 11 juillet 1919

### Référendum sur l'union avec la Bavière
| 30 novembre 1919             | Nombre | % |
| ---------------------------- | ------ | - |
| Inscrits                     | —      | — |
| Votants                      | 29 624 | — |
| Votes nuls                   | 56     | — |
| Suffrages exprimés           | 29 568 | — |
| Contre l'union à la Thuringe | 26 102 | — |
| Pour l'union à la Thuringe   | 3 466  | — |